# 秘密配方
《秘密配方》是一部菲律宾迷你剧，由Corinna Vistan创作，白东勋编剧，赵英光执导，菲律宾女演员朱莉娅·巴雷托 (Julia Barretto) 、韩国演员李相宪和印尼演员尼古拉斯·萨普特拉 (Nicholas Saputra)主演。该节目于2024年4月30 日作为原创剧集在Viu上首播。
这是 Viu首部由菲律宾、韩国和印度尼西亚等亚洲国家演员共同演出的原创剧。 也是 Viu与联合利华营养东南亚公司的首次合作。

## 概要
《秘密配方》讲述一个韩国男子放弃首尔的富裕生活，去寻找他从未忘记的童年朋友。该剧讲述了三位主角各自人生旅程的故事。  

## 演員
- 李相宪饰演 傑克，一位离开首尔去寻找爱情的精英人士
- 朱莉娅·巴雷托饰演 玛雅，一名胸怀大志的雅加达厨师，她渴望赢得烹饪比赛，以支付母亲的医疗费用[4] [5]
- 尼古拉斯·萨普特拉饰演 阿里夫，一位固执的完美主义者[6]

## 製作

### 試鏡
韩国演员李相宪因在Netflix 原创劇集《 愛你的凱蒂 》中的出演而声名鹊起。他曾於訪問中透露自己是直接获得主角角色，而不是通过面试试镜。 

### 发展
李相宪曾經在一家韩牛廚師發辦餐厅工作了一个月，作为拍攝准备。而同劇演員Julia Barretto也透露，为了角色准备，她参加了烹饪学校的一个短期课程，学习了准备、制作、去骨等知识。

## 事件
一系列的官方媒体发布活動于2024年4月28日在塔吉格市举行。独家新闻发布会和放映活动在BGC的一家酒店举行。女主角朱莉娅·巴雷托的家人也到场表示支持。
试播让选定的媒体和網紅在首播之前观看前两集。

## 剧集
| 1 | 慶祝生日 | 2024年4月30日 |
| 傑克放棄了首爾的奢華生活，前往雅加達尋找童年女友。戴維斯先生將在棕櫚花園慶祝生日，阿里夫主廚決定向他的團隊設置一個挑戰，要求大家準備一道完美的菜式。 |          |               |
| 2 | 爭取原諒 | 2024年5月7日  |
| 瑪雅試圖用一種很難找到的食材做一道菜來向阿里夫贖罪。傑克試圖幫助瑪雅找到一種名為香波果的稀有水果來彌補他的錯誤。                                     |          |               |
| 3 | 好的時機 | 2024年5月14日 |
| 儘管這違反了公司政策，河俊和斯特拉還是鼓勵瑪雅透過向酒店員工出售食物來進行副業，以償還債務。                                                         |          |               |
| 4 | 烹飪大賽 | 2024年5月21日 |
| 瑪雅、河俊和斯特拉參加國際烹飪比賽，為瑪雅創造更多機會。                                                                                             |          |               |
| 5 | 童年往事 | 2024年5月28日 |
| 河俊回憶起多年前與瑪雅的回憶，一段又一段深刻的童年往事…                                                                                              |          |               |
| 6 | 傾注愛意 | 2024年6月4日  |
| 瑪雅必須找到展現自己的光芒，才能贏得烹飪比賽。夏俊飛回韓國，為他應得的東西而戰。                                                                     |          |               |